# Curupira
 (février 2024).
Si vous disposez d'ouvrages ou d'articles de référence ou si vous connaissez des sites web de qualité traitant du thème abordé ici, merci de compléter l'article en donnant les références utiles à sa vérifiabilité et en les liant à la section « Notes et références ».

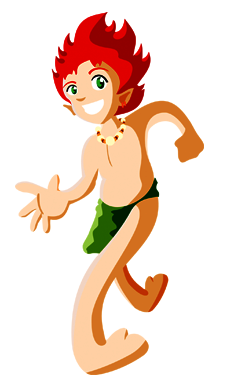
Une représentation du Curupira.

Le Curupira (prononciation portugaise : [kuɾuˈpiɾɐ]) est une créature mythologique du folklore brésilien. Cette créature partage plusieurs similarités  avec les fées de l'Afrique de l'Ouest et européennes, mais est souvent considérée comme une figure démoniaque.
Son nom provient de la langue tupi, kuru'pir, signifiant « couvert d'ampoule ». Selon la légende culturelle, cette créature aurait des cheveux orange clair, et ressemblerait à un homme ou un nain, mais ses pieds sont tournés en arrière. Le Curupira vivrait dans les forêts brésiliennes et utiliserait ses pieds retournés pour créer des empreintes menant à son point de départ, ceci rendrait les chasseurs et les voyageurs confus. En plus de ça, il pourrait créer des illusions et produire des sons ressemblant à un haut sifflement lancé, visant à effrayer et à plonger dans la folie ses victimes. Il est courant de représenter le Curupira chevauchant un pécari à collier, comme une autre créature brésilienne appelée Caipora.
Le Curupira chassera les braconniers et les chasseurs qui prendront plus que ce dont ils ont besoin dans la forêt, il attaquera aussi les gens qui chassent les animaux prenant soin de leur progéniture. Il y a plusieurs versions de cette légende, l'apparence et les habitudes variants dans chaque région du Brésil. Cependant, le Curupira est considéré comme une figure folklorique dans tout le pays.

## Dans la culture populaire
- La série TV BeastMaster (1999-2002) inclut une version femelle du Curupira joué par Émilie de Ravin. À part pour le sexe et la couleur de cheveux (blonde), la représentation est fidèle à la description ci-dessus, incluant les pieds retournés et la nature protectrice envers la forêt et ses animaux.
- Un groupe de musique colombien se nomme Curupira. Leur musique est un mélange de musique colombienne avec du jazz, rock, funk et d'autres genres puis expressions urbaines populaires.
- Dans la telenovela The Mutants: Pathways of the Heart (2008-2009) s'inspirant du folklore brésilien, un mutant appelé Curupira apparaît dans la série. C'est un mutant avec des cheveux roux avec une vitesse et une force surhumaine. Comparé au mythe, il n'a pas les pieds retournés et il représenté comme un antagoniste, capturant les enfants et tuant les humains à vue. Il est l'ennemi du vampire Rosana et du télékinésiste Tati.
- Dans le jeu vidéo Max Payne 3 sortit en 2012, un bébé Curupira apparaît dans un show télévisé fictif (Amor e Damas).
- Le groupe de métal brésilien Kernunna a écrit une musique l'année suivante appelé Curupira's Maze pour leur album The Seim Anew.
- Dans le MMORPG Ragnarök Online sortit en 2002, le Curupira est un monstre, dans le domaine de Brasilis, il apparaît comme une un humain chevauchant un cochon, il peut jeter la malédiction de pierre aux joueurs.
- Le Curupira est la mascotte de l'équipe brésilienne de Quidditch lors de la coupe du monde de Quidditch 2014.
- Le Curupira est mentionné dans l'épisode 9 de la saison 6 de la série Grimm diffusée aux États-Unis le 4 mars 2017.
- Dans la mini-série brésilienne « La Cité invisible » diffusée sur Netflix en 2021 et mettant en scène différents éléments du folklore brésilien, le Curupira aux cheveux de feu est un des personnages importants de l'intrigue.
- Depuis le 5 février 2024, l'astéroïde Apollon potentiellement dangereux (620096) Curupira porte son nom[1].